# Faverolles (Haute-Marne)
Pour les articles homonymes, voir Faverolles.
Faverolles est une commune française située dans le département de la Haute-Marne, en région Grand Est.

## Géographie

### Localisation
La commune est arrosée par  la Suize qui est rejointe par le ruisseau du Poisel.

### Hydrographie
La commune est dans la région hydrographique « la Seine de sa source au confluent de l'Oise (exclu) » au sein du bassin Seine-Normandie. Elle est drainée par la Suize, le ruisseau du Poisel, divers bras de la Suize, le cours d'eau 01 de la Fontaine Saint-Libert et le Fossé 01 de Pontot,.
La Suize, d'une longueur de 49 km, prend sa source dans la commune de Courcelles-en-Montagne et se jette  dans la Marne à Chaumont, après avoir traversé onze communes. Les caractéristiques hydrologiques de la Suize sont données par la station hydrologique située sur la commune de Villiers-sur-Suize. Le débit moyen mensuel est de 1,04 m3/s. Le débit moyen journalier maximum est de 26,4 m3/s, atteint lors de la crue du 4 mai 2013. Le débit instantané maximal est quant à lui de 29,1 m3/s, atteint le même jour.

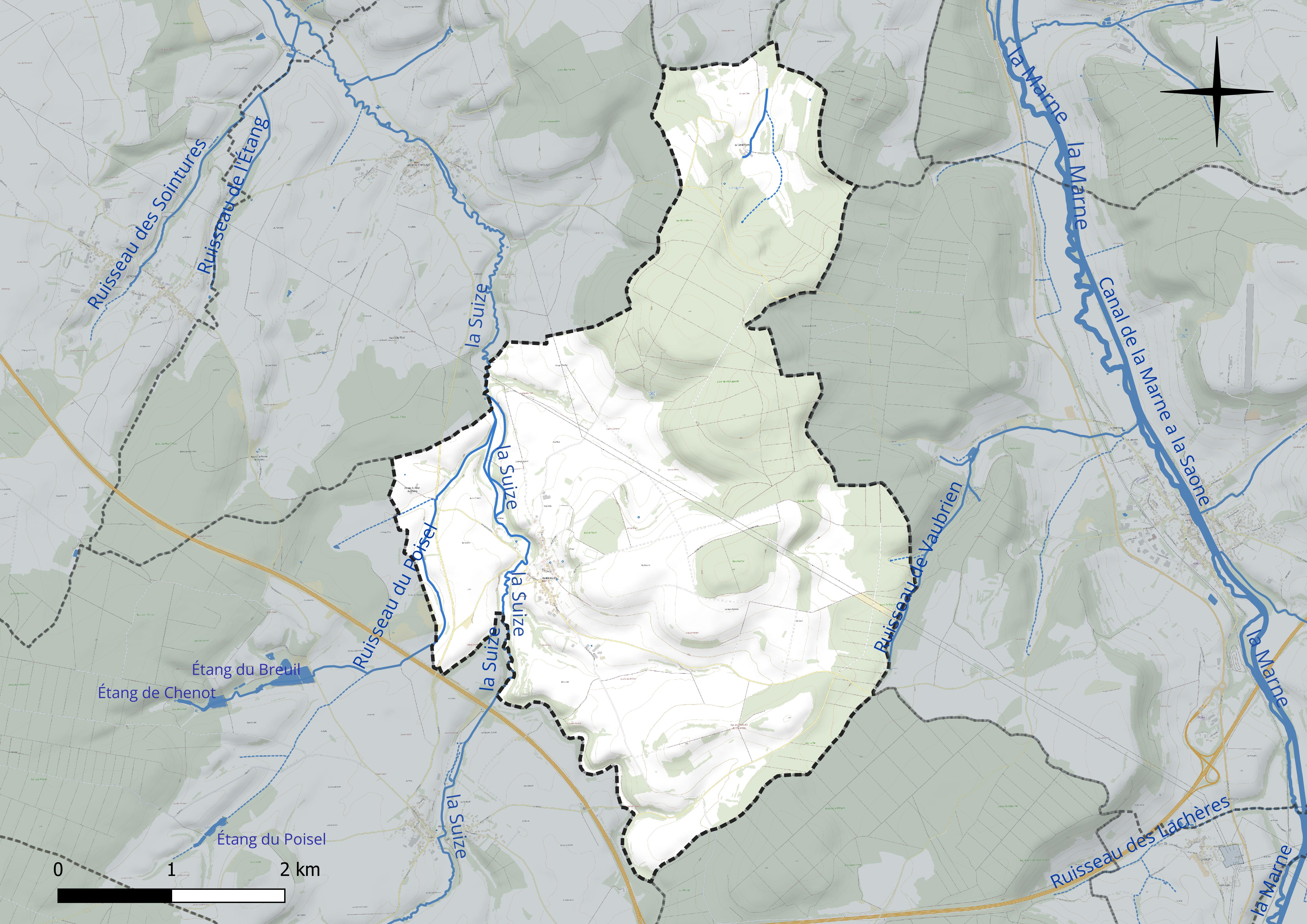
Réseau hydrographique de Faverolles.

### Climat
Pour des articles plus généraux, voir Climat du Grand Est et Climat de la Haute-Marne.
En 2010, le climat de la commune est de type climat de montagne, selon une étude du Centre national de la recherche scientifique s'appuyant sur une série de données couvrant la période 1971-2000. En 2020, Météo-France publie une typologie des climats de la France métropolitaine dans laquelle la commune est exposée à un climat océanique altéré et est dans la région climatique  Lorraine, plateau de Langres, Morvan, caractérisée par un hiver rude (1,5 °C), des vents modérés et des brouillards fréquents en automne et hiver. 
Pour la période 1971-2000, la température annuelle moyenne est de 9,5 °C, avec une amplitude thermique annuelle de 16,5 °C. Le cumul annuel moyen de précipitations est de 971 mm, avec 13,5 jours de précipitations en janvier et 9,5 jours en juillet. Pour la période 1991-2020, la température moyenne annuelle observée sur la station météorologique de Météo-France la plus proche, « Saint-loup-sur-aujon_sapc », sur la commune de Saint-Loup-sur-Aujon à 11 km à vol d'oiseau, est de 10,5 °C et le cumul annuel moyen de précipitations est de 918,0 mm. 
La température maximale relevée sur cette station est de 39,9 °C, atteinte le 25 juillet 2019 ; la température minimale est de −22 °C, atteinte le 20 décembre 2009,,. 
Les paramètres climatiques de la commune ont été estimés pour le milieu du siècle (2041-2070) selon différents scénarios d'émission de gaz à effet de serre à partir des nouvelles projections climatiques de référence DRIAS-2020. Ils sont consultables sur un site dédié publié par Météo-France en novembre 2022.

## Urbanisme

### Typologie
Au 1er janvier 2024, Faverolles est catégorisée commune rurale à habitat dispersé, selon la nouvelle grille communale de densité à sept niveaux définie par l'Insee en 2022.
Elle est située hors unité urbaine. Par ailleurs la commune fait partie de l'aire d'attraction de Chaumont, dont elle est une commune de la couronne,. Cette aire, qui regroupe 112 communes, est catégorisée dans les aires de 50 000 à moins de 200 000 habitants,.

### Occupation des sols
L'occupation des sols de la commune, telle qu'elle ressort de la base de données européenne d’occupation biophysique des sols Corine Land Cover (CLC), est marquée par l'importance des territoires agricoles (59,8 % en 2018), une proportion identique à celle de 1990 (59,8 %). La répartition détaillée en 2018 est la suivante : 
forêts (37,6 %), terres arables (31,5 %), prairies (28,3 %), zones urbanisées (2,6 %). L'évolution de l’occupation des sols de la commune et de ses infrastructures peut être observée sur les différentes représentations cartographiques du territoire : la carte de Cassini (XVIIIe siècle), la carte d'état-major (1820-1866) et les cartes ou photos aériennes de l'IGN pour la période actuelle (1950 à aujourd'hui).

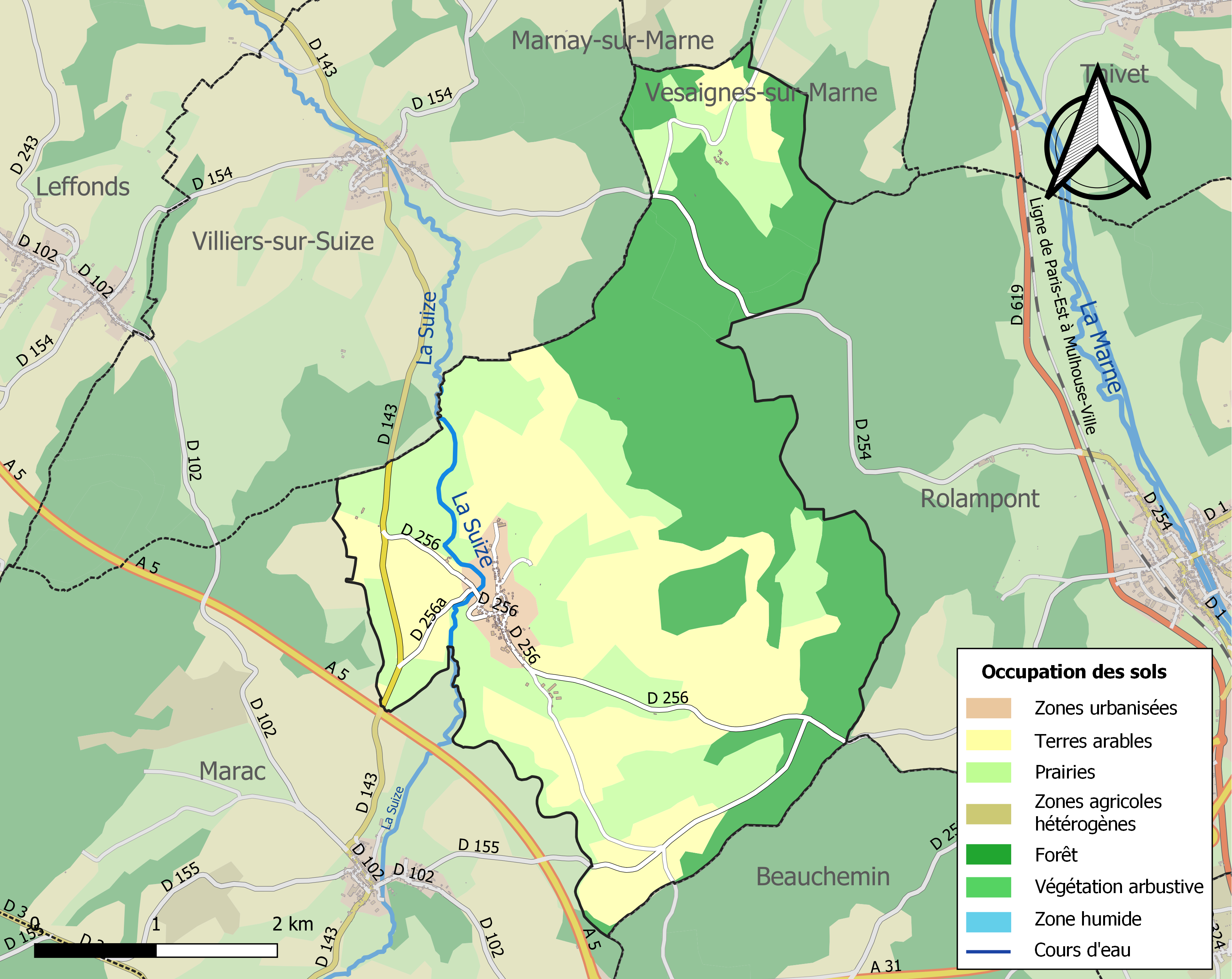
Carte des infrastructures et de l'occupation des sols de la commune en 2018 (CLC).

## Toponymie
Le nom de la localité est attesté sous les formes « Radulfus de Faverolis » (1143) ; Faveroles (1223) ; Faverolae (1229) ; Faverueles (1235) ; Faveroiles (1256) ; Faverolie (1334) ; Faverolles (1381) ; « La maison ou hospital de Favereulles » (1445) ; Favereules (1700) ; « Faverolles-lès-Marat » (an II).

Plusieurs communes de France portent le toponyme Faverolles, de même que de nombreux lieux-dits. L'origine de ce nom est indo-européenne, il dériverait de l'agglutination du latin faba (fève), du bas latin; *fabareolae « fèveroles » qui a donné faverolles, au pluriel, en langue d'oïl, « endroit où l'on cultive des fèves », dérivé du latin tardif fabariolas avec le suffixe olla  et signifierait « champ de fèves », « l'endroit où il pousse des fèves », donc « champ où l'on cultive des fèves ». Les favières sont des champs de fèves, essentielles dans la nourriture du paysan.

## Politique et administration
| Période   | Période   | Identité          | Étiquette | Qualité |
| --------- | --------- | ----------------- | --------- | ------- |
| 1977      | 1989      | Denis Cuvilliers  |           |         |
| mars 2008 | mars 2014 | Freddy Antemi     |           |         |
| mars 2014 | En cours  | Raphaël Pechiodat |           |         |

## Population et société

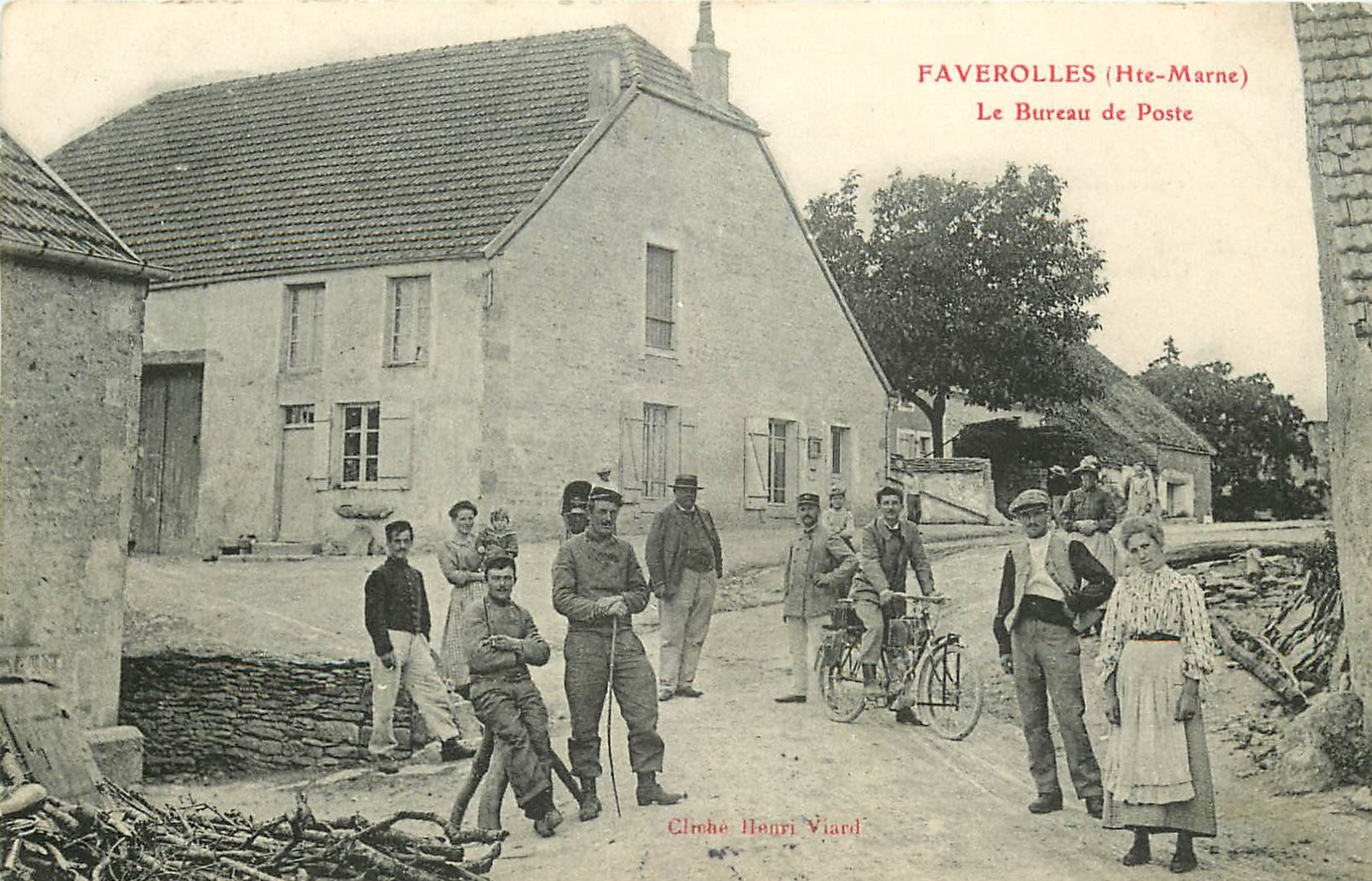
Carte postale du village vers 1910.

### Démographie
L'évolution du nombre d'habitants est connue à travers les recensements de la population effectués dans la commune depuis 1793. Pour les communes de moins de 10 000 habitants, une enquête de recensement portant sur toute la population est réalisée tous les cinq ans, les populations de référence des années intermédiaires étant quant à elles estimées par interpolation ou extrapolation. Pour la commune, le premier recensement exhaustif entrant dans le cadre du nouveau dispositif a été réalisé en 2004.

En 2022, la commune comptait 96 habitants, en évolution de −6,8 % par rapport à 2016 (Haute-Marne : −4,62 %, France hors Mayotte : +2,11 %).
| 1793 | 1800 | 1806 | 1821 | 1831 | 1836 | 1841 | 1846 | 1851 |
| ---- | ---- | ---- | ---- | ---- | ---- | ---- | ---- | ---- |
| 361  | 313  | 363  | 398  | 509  | 520  | 499  | 475  | 488  |

| 1856 | 1861 | 1866 | 1872 | 1876 | 1881 | 1886 | 1891 | 1896 |
| ---- | ---- | ---- | ---- | ---- | ---- | ---- | ---- | ---- |
| 480  | 441  | 430  | 380  | 356  | 323  | 308  | 304  | 285  |

| 1901 | 1906 | 1911 | 1921 | 1926 | 1931 | 1936 | 1946 | 1954 |
| ---- | ---- | ---- | ---- | ---- | ---- | ---- | ---- | ---- |
| 270  | 281  | 256  | 226  | 211  | 196  | 210  | 164  | 169  |

| 1962 | 1968 | 1975 | 1982 | 1990 | 1999 | 2004 | 2006 | 2009 |
| ---- | ---- | ---- | ---- | ---- | ---- | ---- | ---- | ---- |
| 117  | 108  | 101  | 98   | 106  | 119  | 118  | 118  | 120  |

| 2014 | 2019 | 2022 | - | - | - | - | - | - |
| ---- | ---- | ---- | - | - | - | - | - | - |
| 107  | 96   | 96   | - | - | - | - | - | - |

## Culture locale et patrimoine

### Lieux et monuments
- Mausolée gallo-romain

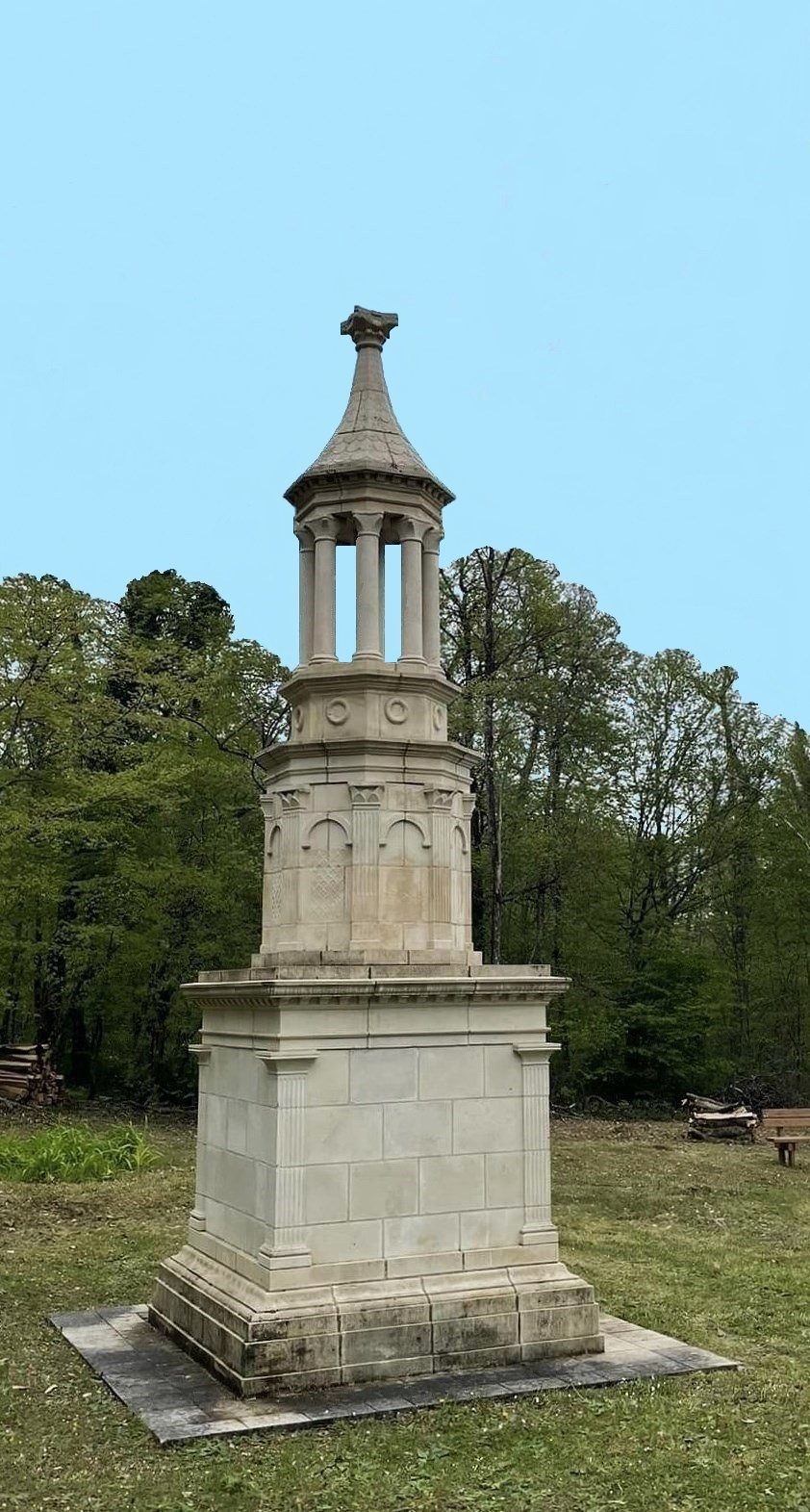
Le mausolée gallo-romain

Dans le bois de Montgessey furent retrouvés, en 1980, les vestiges d'un mausolée d'époque gallo-romaine.
Il fut construit à l'époque augustéenne, à l'extrémité du domaine d'un Lingon de haut rang social. C'est le seul exemple de mausolée de cette époque dans le nord de la France.

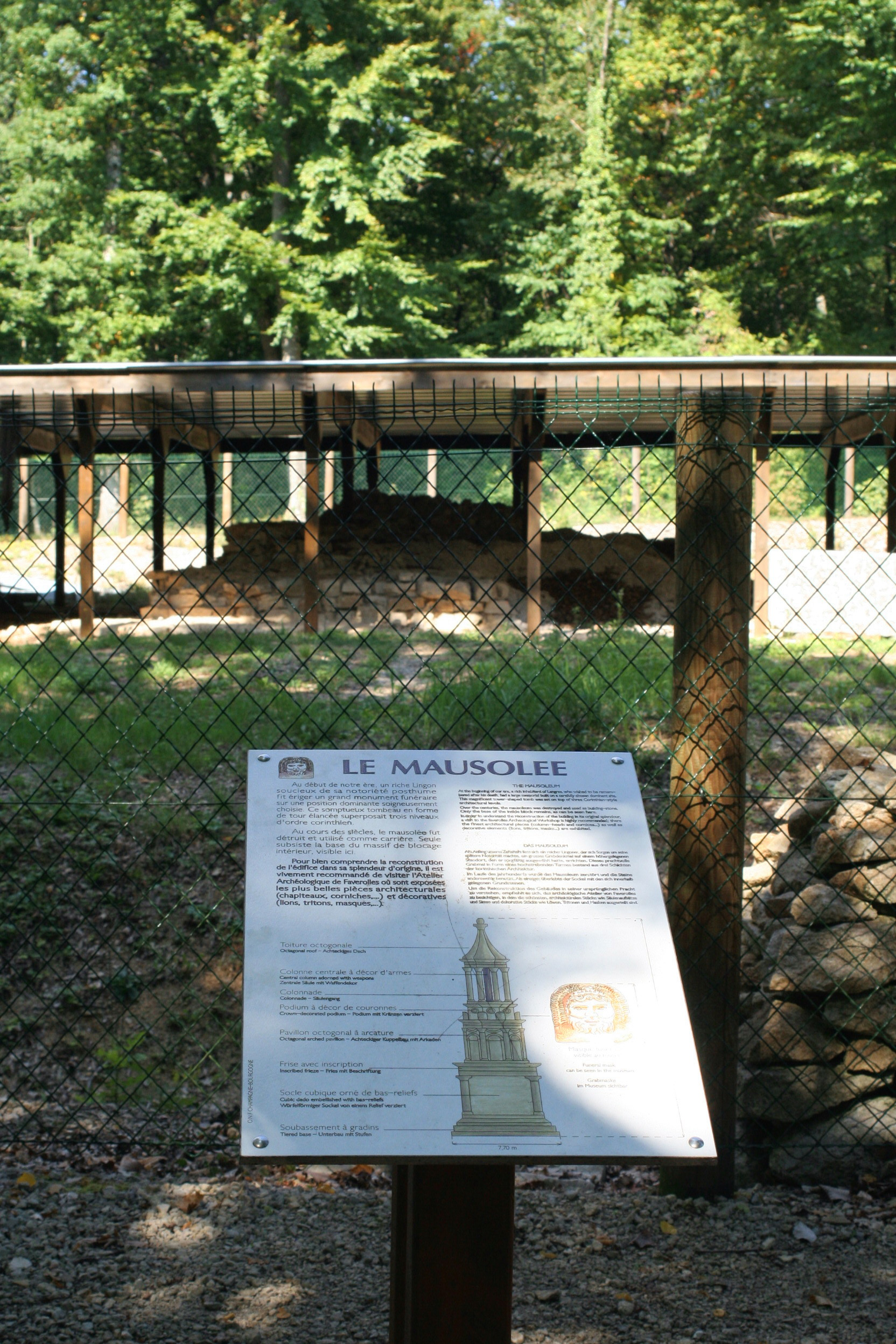
Le site du mausolée de Faverolles.

Il est comparable au mausolée des Julii aux Antiques de Glanum, à Saint-Rémy-de-Provence ou à celui d'Orange, quartier de Fourches-Vieilles (mausolée C).
Il se trouve juste contre la voie romaine, dans un enclos carré d'une trentaine de mètres de côté, entouré par un fossé et un talus intérieur.
Ce monument, en forme de tour et sur trois niveaux, mesurait plus de 25 mètres de haut, sur une base carrée de 8 mètres. Le second niveau de forme octogonale soutenait le dernier niveau qui se composait d'une tholos à huit colonnes corinthiennes, surmontée d'une toiture en flèche. Ses décors étaient finement sculptés et chargés d’une symbolique funéraire : haut-relief évoquant une scène de chasse (lions grandeur nature, centaures marins à buste humain et queue pisciforme, masques funéraires appartenant au cortège bachique : Bacchus, Ménade, Silène, bas-relief d’armes, colonnes, chapiteaux, corniches à modillons et caissons…
Devenu carrière au fil du temps, le site cependant donna à ses découvreurs nombre de fragments conservés aujourd'hui dans l'atelier archéologique du village.
Aux alentours du site ont été retrouvées les carrières d'où étaient extraits les matériaux qui ont servi à l'édification du monument.
- Voie romaine

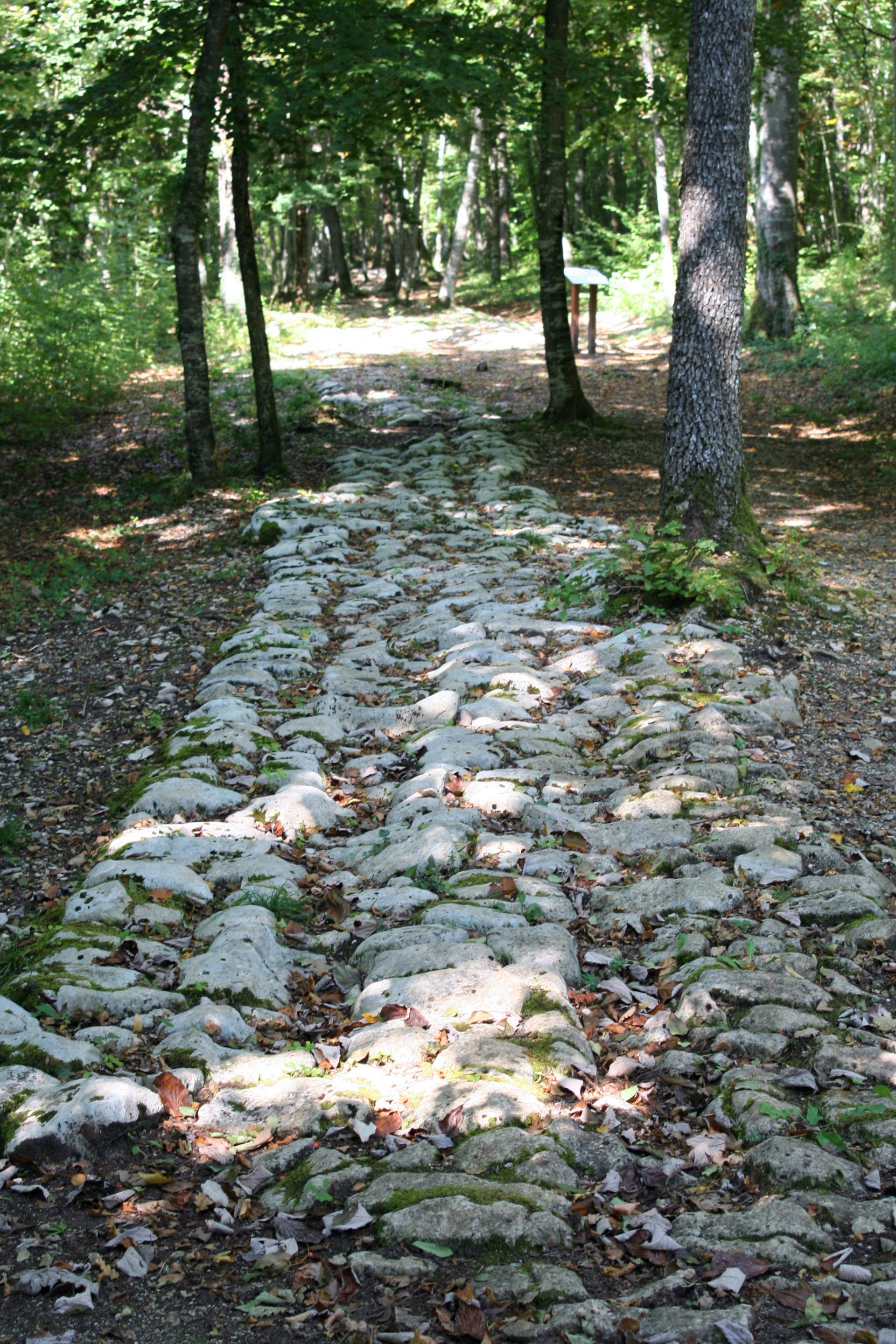
La voie de la Blaise, voie romaine à Faverolles.

À l'époque gallo-romaine, une voie routière secondaire partait de l'importante voie romaine qui allait de Langres à Reims. Elle passait par Faverolles et rejoignait la vallée de la Blaise pour rejoindre, probablement vers Wassy, la voie qui allait de Troyes à Naix-aux-Forges. C'est une des grandes voies romaines de Haute-Marne : la Voie de la Blaise.
Sur plusieurs centaines de mètres apparaît ce qui fut à l'époque le pavage de la voie, sur lequel reposait la couche de cailloutis damés, partie aujourd'hui disparue. Les ornières, signe d'un trafic intense, sont très remarquables.
Peu avant le site du mausolée, les ingénieurs romains ont pratiqué une large tranchée permettant ainsi d'adoucir la pente ici naturellement très forte. Les matériaux dégagés étaient rejetés sur les côtés.